# Кареево (Пронский район)
Кареево — деревня в Пронском районе Рязанской области. Входит в Орловское сельское поселение

## География
Находится в юго-западной части Рязанской области на расстоянии приблизительно 9 км на северо-запад по прямой от районного центра города Пронск.

## История
В 1859 году здесь (тогда деревня Пронского уезда Рязанской губернии) было учтено 14 дворов, в 1897 — 25. Название дано по фамилии бывшего владельца.

## Население
Численность населения: 104 человека (1859 год), 303 (1897), 59 в 2002 году (русские 95 %), 33 в 2010.